# Skip Barber
Skip Barber (n. 16 noiembrie 1936) este un fost pilot de curse auto american care a evoluat în Campionatul Mondial de Formula 1 între anii 1971 și 1972.